# Archeologický nález
Archeologický nález je jakákoliv věc, která je dokladem o lidech a jejich životě v minulosti, včetně období 20. a 21. století. Může se jednat o předmět movitý (keramická nádoba, mince, kamenná sekerka) i nemovitý (základy konstrukcí i celé stavby). Nachází se zpravidla pod zemí, ale nemusí to tak být vždy. Některé archeologické nálezy jsou objevovány na povrchu nebo pod vodou.
Ačkoliv takováto definice archeologického nálezu je globální, právní úprava i zvyklosti, týkající se archeologických nálezů mohou být v různých státech odlišné. V České republice je pojem archeologický nález definován podobně zákonem č. 20/1987 Sb., o státní památkové péči, podle jehož ustanovení § 23 jde o „věc (soubor věcí), která je dokladem nebo pozůstatkem života člověka a jeho činnosti od počátku jeho vývoje do novověku a zachovala se zpravidla pod zemí“. Podle dikce tohoto zákona musí být každý archeologický nález v České republice neprodleně oznámen Archeologickému ústavu (v Praze nebo v Brně) nebo nejbližšímu muzeu a musí být ponechán bez dalších zásahů až do kontroly odborníkem. Jakákoliv stavební činnost na území s archeologickými nálezy také musí být předem oznámena některému odbornému pracovišti, přičemž stavebník je povinen umožnit archeologický výzkum. Za území s archeologickými nálezy je v současné době považováno celé území České republiky, kromě prostor již odtěžených nebo prozkoumaných. Náhodnému nálezci náleží právo na odměnu, kterou mu poskytne krajský úřad. V případě nálezu z drahých kovů a jiných cenných materiálů je vyplácena odměna ve výši ceny materiálu, v ostatních případech až do výše deseti procent kulturně historické hodnoty archeologického nálezu, určené na základě odborného posudku.